# (17831) Ussery
(17831) Ussery (1998 HW35) – planetoida z pasa głównego asteroid okrążająca Słońce w ciągu 4,39 lat w średniej odległości 2,68 j.a. Odkryta 20 kwietnia 1998 roku.